# Drujba, Ungheni
Drujba este un sat ce face parte din comuna Hîrcești, Raionul Ungheni.
Situat pe malul râului Cula, afluent al Răutului. Satul este în formare fiind întemeiat în 1975-1977. Hramul satului este pe data de 8 noiembrie, ziua sfântului Dumitru.
În primăvara anului 1973, s-au produs alunecări de pământ pe teritoriul satelor Mânzătești, Hârcești, Condrătești și Curtoaia. În baza hotărârii Guvernului și a conducerii gospodăriei agricole locale s-a decis alocarea unui teren  pentru construcția caselor de locuit.
Satul Drujba a fost menționat documentar în anul 1662 cu denumirea Tărnușa pe Cula. În anul 1664 la Tărnușa sunt atestați arcașii care aveau aici pământ.
După 1945 pe vatra veche a satului, la gura văii Tărnușa satul a fost redenumit în Drujba.